# 光市民ホール
光市民ホール（ひかりしみんホール）は、山口県光市にある多目的ホール。西側には島田公民館がある。

## 沿革
- 1972年9月7日：設立。
- 2009年1月19日 - 3月21日：アスベストの除去工事のため休館

## 施設
- 大ホール：886席
- 小ホール：326席
- 会議室：4室
- 和室：32畳
- 実習室
- レストラン

## アクセス
- JR西日本山陽本線光駅からタクシーで約10分
- 山陽自動車道徳山東IC・熊毛ICから車で約15分